# Marjoleinbekje
Het marjoleinbekje (Chaenorhinum origanifolium) is een kruidachtige plant die voornamelijk in het westelijk Middellandse Zeegebied voorkomt.
Het marjoleinbekje wordt in België en Nederland ook als rotsplant aangeplant en kan ook op oude muren worden aangetroffen.

## Naamgeving enetymologie
- Synoniemen: Chaenorrhinum origanifolium (L.) Kostel., Linaria serpyllifolia Lange

- Engels: Malling Toadflax
- Frans: Linaire à feuilles d'origan
- Spaans: Becerrilla pequeña, Linària origanifòlia

De botanische naam Chaenorhinum is een samenstelling van Oudgrieks χαίνειν, chainein (openen) en ῥίς, rhis (snuit), naar de vorm van de bloem. De soortaanduiding origanifolium is samenstelling van Latijn origanum (marjolein) en folium (blad), naar de vorm van de bladeren.

## Kenmerken
Het marjoleinbekje is een overblijvende plant. De bloemstengel wordt tot 30 cm lang, is meestal vertakt, liggend of opstijgend, en bezet met klierachtige haren. De bladeren zijn tot 22 mm lang, de onderste elliptisch, hogerop lancetvormig, tegenoverstaand, met stompe of spitse top.
De bloeiwijze is een eindstandige, ijle tros. De bloemen worden ondersteund door elliptische schutblaadjes. De kelk is tot 8 mm lang, diep verdeeld in 5 ongelijke, spatelvormige lobben. De bloemkroon is tot 20 mm lang, blauwachtig paars met bleekgeel gehemelte, min of meer buisvormig, achteraan uitlopend op een kort spoor, naar voor openend door middel van twee bloemlippen, een bovenste tweelobbige lip en een onderste drielobbig. Het gehemelte sluit de buis niet volledig af. Er zijn vier meeldraden en een bovenstandig vruchtbeginsel. De vrucht is een bolvormige doosvrucht.
Het marjoleinbekje bloeit van juni tot augustus.

## Habitaten verspreiding
Het marjoleinbekje komt vooral voor op droge, stenige, kalkrijke bodems, zoals in spleten van kalkrotsen, puinhellingen en kalkgraslanden, van 500 tot 2500 m.
De plant komt voor in het westelijk Middellandse Zeegebied, voornamelijk in het noorden van Spanje (de Pyreneeën en het Cantabrisch Gebergte) en in Noord-Afrika.
In België en Nederland wordt het marjoleinbekje als rotsplantje aangeplant, en wordt het soms aangetroffen op oude, kalkrijke muren.

## Verwante en gelijkende soorten
Het marjoleinbekje kan door zijn meestal vertakte bloemstengel, elliptische bladeren en grotere bloemen onderscheiden worden van de kleine leeuwenbek (C. minus).